# جميل صيهود
النقيب جميل صيهود، طيار عراقي شارك في حرب الخليج الثانية وحقق أحد الانتصارات الجوية للقوات الجوية العراقية في طائرته الميغ 29 MIG قبل ان يسقطه الطياران من القوات الجوية الأمريكية كريك اندرهيل وسيزر رودريغوز في طائرتهما F-15C بعد لحظات من انتصاره الجوي.

## التحليق الأول
حلق النقيب صيهود في ثالث أيام للحرب يوم 19/1/1991 بطائرته الميغ 29 MIG بمهمة تصدي لطائرات التحالف، في نفس الوقت كان الطياران غري لينوكس وادرين ويكس من السرب الـ 15 للقوة الجوية الملكية البريطانية في مهمة قصف قاعدة القادسية الجوية أو الاسد بطائرة تورنادو Tornado GR.1 المرقمة ZA396/GE، حيث لم يتمكنوا من تنفيذ مهمتهم" في العراق. بعدان قام باعتراضهم النقيب جميل صيهود بطائرته الميغ 29 MIG، حددالهدف النقيب صيهود وسدد مباشرة رمية بصاروخ حراري R-60 من ترسانة طائرته السوفيتية، اصاب الطائرة البريطانية Tornado GR.1 على اثرها قتل الطياران لينوكس وويكس اثر تحطم طائرتهما وسجلت الطائرة على أنها تحطمت في يوم 22 من كانون الثاني عام 1991 في مهمة في الرطبة.

## التحليق الثاني
اكمل النقيب جميل صيهود مهمته في حماية المجال الجوي العراقي، ثم توجه للانضمام بزميله النقيب قاسم خلف حمد قائد طائرة ميغ 29 MIG من السرب 39، الذي باشر بالقتال الجوي والتصدي لـ كريك اندرهيل وسيزر رودريغوز ما يقارب ال 10 دقائق من الاشتباك المستمر قبل ان يصله النقيب جميل صيهود، من المحتمل ان النقيب كريك اندرهيل هوا من أطلق صاروخين AIM-7 و AIM-9 على النقيب قاسم خلف حمد، حيث تمكن الأخير من تجنبهم بمناوره حاده، اندرهيل ورودريغوز كانا مشغولان بمناورات واشتباك عنيف مع النقيب قاسم عندما رصداندرهيل طائرة صيهود، التحق النقيب جميل صيهود بزميله مباشرة بالطائرتان الأمريكيتان وبدأ واحد من اقوى الاشتباكات الجوية في حرب الخليج الثانية 1991. حلقت طائرات الميغ MIG-29 وآلاف 15 F بموازاة بعضها البعض وحاول كل منهم ان يميز عدوه، أطلق النقيب اندرهيل وسيزر رودريغوز كل منهما صاروخ AIM-7 باتجاه طائرة النقيب جميل صيهود، تلقى النقيب جميل صيهود نظام الإنذار (الإشارة SPO-15) بصوت حاد جداً، تمعن في السماء فوق كتفه الايسرى ليشاهد آثار صاروخين متجهة نحوه!
سحب طائرته بكل قوة تحت قدرة تحمل 9 G عكس اتجاه الصاروخ، امسك في ذهنه الصاروخ الأول فاستطاع التخلص منه «فشل في اصابت طائرته» ولكن بعد بضع ثوان جاء الصاروخ الآخر تقريبا وجها لوجه مع طائرته، سحب طائرته الميغ مره أخرى في منعطفا حادا آخر، لكن عند هذه النقطة انفجار الصاروخ ليصيب طائرة النقيب جميل صيهود (قفز بالمظلة بسلام لكن اصيب بكسر في ساقة اليمنى بسبب الارتطام في الأرض). في نفس الاثناء حاول النقيب قاسم خلف حمد بطائرتة الميغ جر إحدى الطائرتين من خلفة بمناوره حلزونية محاولة منه لوضعها وجها لوجه مع الأخرى سريعا، لكن المناورة انتهت بعد أن اصيب زميلة النقيب صيهود، شارف الوقود على النفاذ من طائرة النقيب قاسم واندرهيل.
استطاع النقيب قاسم ان يبعد كلا الطائرتين F-15 من خلفه بمناوره حاده ومعقدهSplit S [الإنجليزية] تخطي فيها حاجز الصوت على ارتفاع وطئ جداً ومن ثم عاد ليهبط بسلام في قاعدة القادسية الجوية.
كلا الطيارين العراقيين مازالواعلى قيد الحياة لم يقتل أحد في تلك المعركة.

## بعد حرب نهاية حرب الخليج الثانية
أفادت مصادر عراقية بعد عقود بأن النقيب تم إنقاذه من قبل بعض المزارعين بعد أن كسر ساقه عند الهبوط إلى مستشفى محلي. وبالرغم من نجاته لم يصبح قادرا على الطيران بعدها. تم ترقية إلى رتب عسكرية أعلى ومنح انواط شجاعة ومكافأة مالية كبيرة عرفانا وتقديراً لستبساله في القتال وشجاعتة الفائقة 